# رودولف نوآک
رودولف نوآک (به آلمانی: Rudolf Noack) بازیکن فوتبال و مهاجم اهل آلمان است که از سال ۱۹۳۴ میلادی عضو تیم ملی فوتبال آلمان بوده‌است. وی در ۳ بازی ملی حضور داشته است و آخرین بازی ملی خود را در سال ۱۹۳۷ میلادی انجام داد. رودولف نوآک در بازی‌های ملی‌اش ۱ گل به ثمر رساند.